# Liberalização econômica na Índia
A liberalização econômica na Índia refere-se à série de mudanças de políticas destinadas a abrir a economia do país para o mundo, com o objetivo de torná-la mais orientada para o mercado e consumo. A meta era expandir o papel do investimento privado e estrangeiro, que era visto como um meio de alcançar o crescimento econômico e o desenvolvimento. Embora algumas tentativas de liberalização tenham sido feitas em 1966 e no início da década de 1980, uma liberalização mais completa foi iniciada em 1991.
O processo de liberalização foi motivado por uma crise no balanço de pagamentos que levou a uma grave recessão e pela necessidade de cumprir os programas de ajuste estrutural exigidos para receber empréstimos de instituições financeiras internacionais, como o Fundo Monetário Internacional (FMI) e o Banco Mundial. A crise de 1991 serviu como catalisador para que o governo iniciasse uma agenda de reforma econômica mais abrangente, incluindo a Liberalização, a Privatização e a Globalização, conhecidas como reformas LPG.
O processo de reforma teve efeitos significativos sobre a economia indiana, levando a um aumento do investimento estrangeiro e a uma mudança para uma economia mais voltada para os serviços. O impacto das políticas de liberalização econômica da Índia em vários setores e grupos sociais tem sido um tópico de debate constante. Embora as políticas tenham sido creditadas por atrair investimentos estrangeiros, alguns expressaram preocupação com suas possíveis consequências negativas. Uma área de preocupação tem sido o impacto ambiental das políticas de liberalização, já que os setores se expandiram e as regulamentações foram relaxadas para atrair investimentos. Além disso, alguns críticos argumentam que as políticas contribuíram para aumentar a desigualdade de renda e as disparidades sociais, já que os benefícios do crescimento econômico não foram distribuídos igualmente entre a população.

## Políticas pré-liberalização
A política econômica indiana após o independência foi influenciada pela experiência colonial (que era de natureza exploradora) e pela exposição dos líderes, especialmente do primeiro-ministro Nehru, ao socialismo Fabiano. Sob os governos de Nehru e seus sucessores, a política do Partido do Congresso tendeu para o protecionismo, com forte ênfase na industrialização por substituição de importações sob monitoramento estatal, intervenção estatal no nível micro em todos os negócios, especialmente nos mercados de trabalho e financeiro, um grande setor público, regulamentação de negócios e planejamento central. Os planos de cinco anos da Índia se assemelhavam ao planejamento central da União Soviética. De acordo com a Lei de Regulamentação do Desenvolvimento Industrial de 1951, o aço, a mineração, as máquinas-ferramentas, a água, as telecomunicações, os seguros e as usinas elétricas, entre outros setores, foram efetivamente nacionalizados. Licenças, regulamentações e burocracia elaboradas também foram introduzidas para garantir que as empresas operassem dentro da estrutura das metas e prioridades nacionais. Essas políticas tinham como objetivo promover a autossuficiência e reduzir a dependência do país de potências estrangeiras. O sistema econômico resultante é comumente chamado de dirigismo, caracterizado pela intervenção estatal e pelo planejamento central. Essas políticas foram vistas como uma restrição ao crescimento econômico.
Apenas quatro ou cinco licenças seriam concedidas para aço, energia elétrica e comunicações, permitindo que os proprietários de licenças construíssem impérios enormes e poderosos sem concorrência. Um setor público significativo surgiu na Índia durante esse período, em que o Estado assumiu a propriedade de vários setores importantes. Não se esperava que essas empresas estatais gerassem necessariamente lucro, mas sim que atendessem a objetivos sociais e de desenvolvimento. Como resultado, às vezes elas sofriam perdas sem serem fechadas. Entretanto, essa abordagem também significava que o governo era responsável por cobrir as perdas, o que contribuía para o ônus financeiro do Estado. A falta de concorrência devido ao licenciamento e ao crescimento lento dos negócios resultou no desenvolvimento deficiente da infraestrutura em algumas áreas, o que impediu ainda mais o progresso econômico.
Durante o breve governo do partido Janata no final da década de 1970, o governo, buscando promover a autossuficiência econômica e as indústrias indígenas, exigiu que as empresas multinacionais fizessem parcerias com empresas indianas. A política se mostrou controversa, diminuindo o investimento estrangeiro e levando à saída de empresas como a Coca-Cola e a IBM da Índia.

## Reformas antes de 1991

### Tentativa de liberalização em 1966

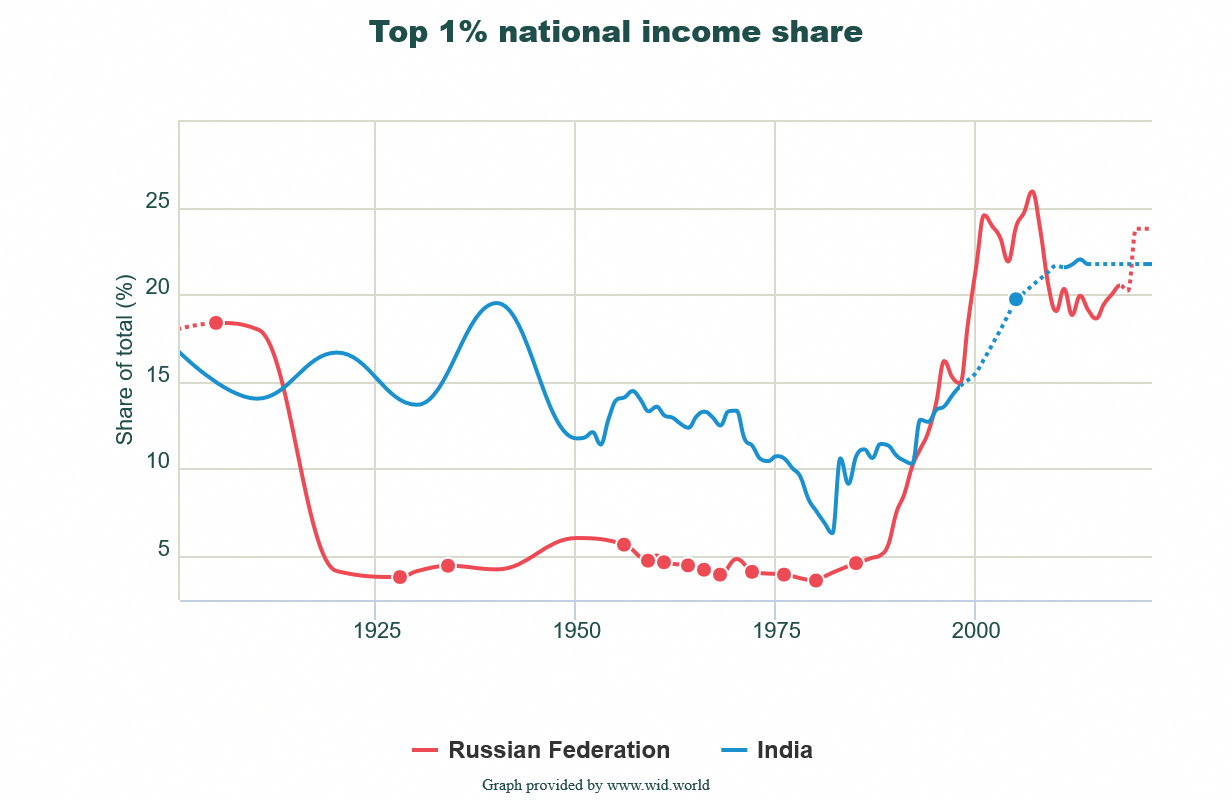
Ao contrário de países socialistas como a URSS, a Índia não alcançou o mesmo nível de igualdade de rendimentos após a independência.

Em 1966, devido à rápida inflação causada por um déficit orçamentário crescente que acompanhava a Guerra Sino-Indiana e a grave seca, o governo indiano foi forçado a buscar ajuda monetária do Fundo Monetário Internacional (FMI) e do Banco Mundial. A pressão dos doadores de ajuda causou uma mudança em direção à liberalização econômica, na qual a rupia foi desvalorizada para combater a inflação e baratear as exportações, e o antigo sistema de tarifas e subsídios à exportação foi abolido. No entanto, uma segunda colheita ruim e a subsequente recessão industrial ajudaram a alimentar a reação política contra a liberalização, caracterizada pelo ressentimento em relação ao envolvimento estrangeiro na economia indiana e pelo medo de que isso pudesse sinalizar um afastamento mais amplo das políticas socialistas. Como resultado, as restrições comerciais foram reintroduzidas e o Conselho de Investimentos Estrangeiros foi criado em 1968 para examinar as empresas que investiam na Índia com mais de 40% de participação de capital estrangeiro.
Os empréstimos do Banco Mundial continuaram a ser tomados para projetos agrícolas desde 1972 e continuaram como empresas internacionais de sementes que puderam entrar nos mercados indianos após a liberalização de 1991.

### Reformas econômicas durante a década de 1980

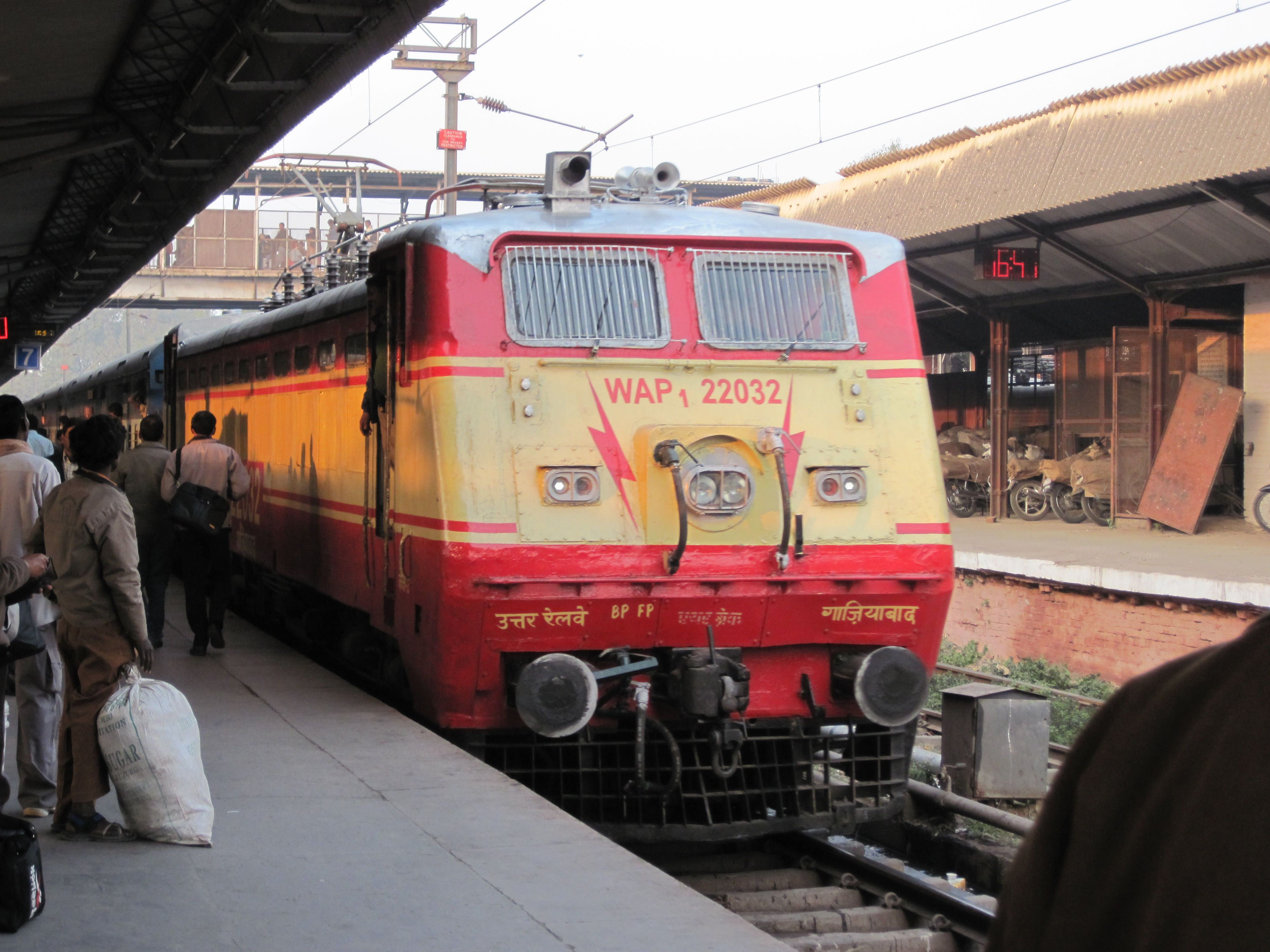
Locomotiva WAP-1 desenvolvida em 1980

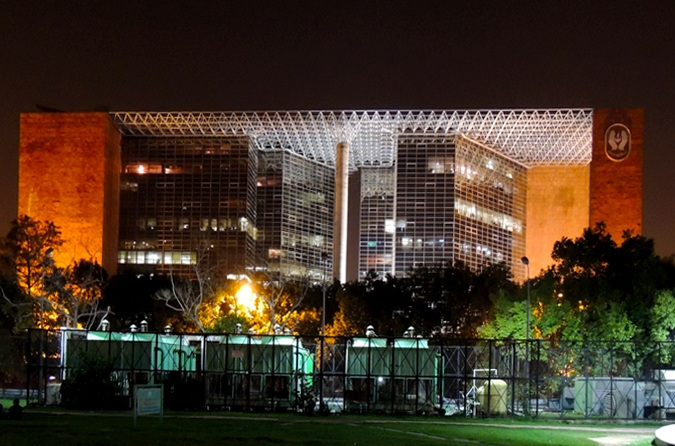
Edifício LIC Jeevan Bharti inaugurado em 1986

Como ficou evidente que a economia indiana estava ficando para trás em relação aos seus vizinhos do leste e do sudeste asiático, os governos de Indira Gandhi e, posteriormente, de Rajiv Gandhi começaram a buscar a liberalização econômica. Os governos afrouxaram as restrições à criação de empresas e aos controles de importação, além de promoverem o crescimento dos setores automobilístico, de digitalização, de telecomunicações e de software. As reformas realizadas levaram a um aumento na taxa média de crescimento do PIB de 2,9% na década de 1970 para 5,6%, embora não tenham conseguido corrigir os problemas sistêmicos do Licence Raj.[carece de fontes?] Apesar do sonho de Rajiv Gandhi de realizar reformas mais sistêmicas, o escândalo Bofors manchou a reputação de seu governo e impediu seus esforços de liberalização.
O crescimento durante a década de 1980 foi maior do que nas décadas anteriores, mas frágil. Ele não culminou em uma crise em junho de 1991, mas também apresentou uma variação significativamente maior do que o crescimento na década de 1990. O ponto central da alta taxa de crescimento na década de 1980 foi o crescimento superalto de 7,6% entre 1988 e 1991.
O crescimento frágil, porém mais rápido, durante os anos 1980 ocorreu no contexto de reformas significativas ao longo da década, mas principalmente a partir de 1985. A liberalização impulsionou o crescimento industrial a um alto índice de 9,2% durante o período crucial de alto crescimento de 1988 a 1991.

### Reformas de Chandra Shekhar Singh
O governo de Chandra Shekhar (1990-1991) tomou várias medidas significativas em direção à liberalização e lançou suas bases.

## Liberalização de 1991

### Crise que leva a reformas
Em 1991, a Índia ainda tinha um sistema de taxa de câmbio fixa, em que a rupia era atrelada ao valor de uma cesta de moedas dos principais parceiros comerciais. A Índia começou a ter problemas de balanço de pagamentos em 1985 e, no final de 1990, o estado da Índia estava em uma grave crise econômica. Embora um sistema de taxa de câmbio fixa tenha ajudado a Índia a alcançar a estabilidade da moeda, ele também exigia que o governo indiano utilizasse suas reservas de moeda estrangeira em caso de pressões cambiais para evitar a quebra da paridade da moeda. O governo estava próximo da inadimplência, seu banco central havia recusado novos créditos,[carece de fontes?] e as reservas cambiais haviam se reduzido a ponto de a Índia mal conseguir financiar importações no valor de duas semanas.

### Liberalização de 1991

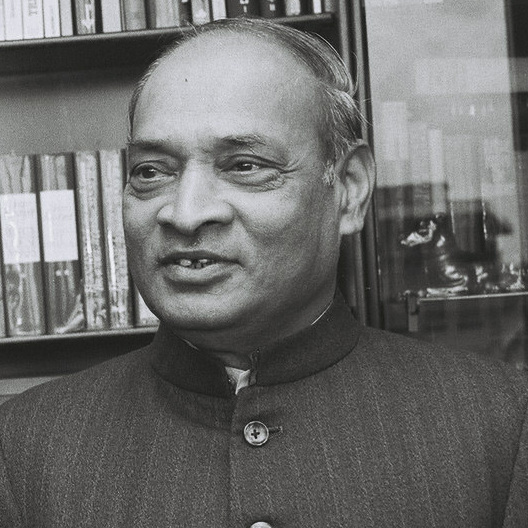
P. V. Narasimha Rao

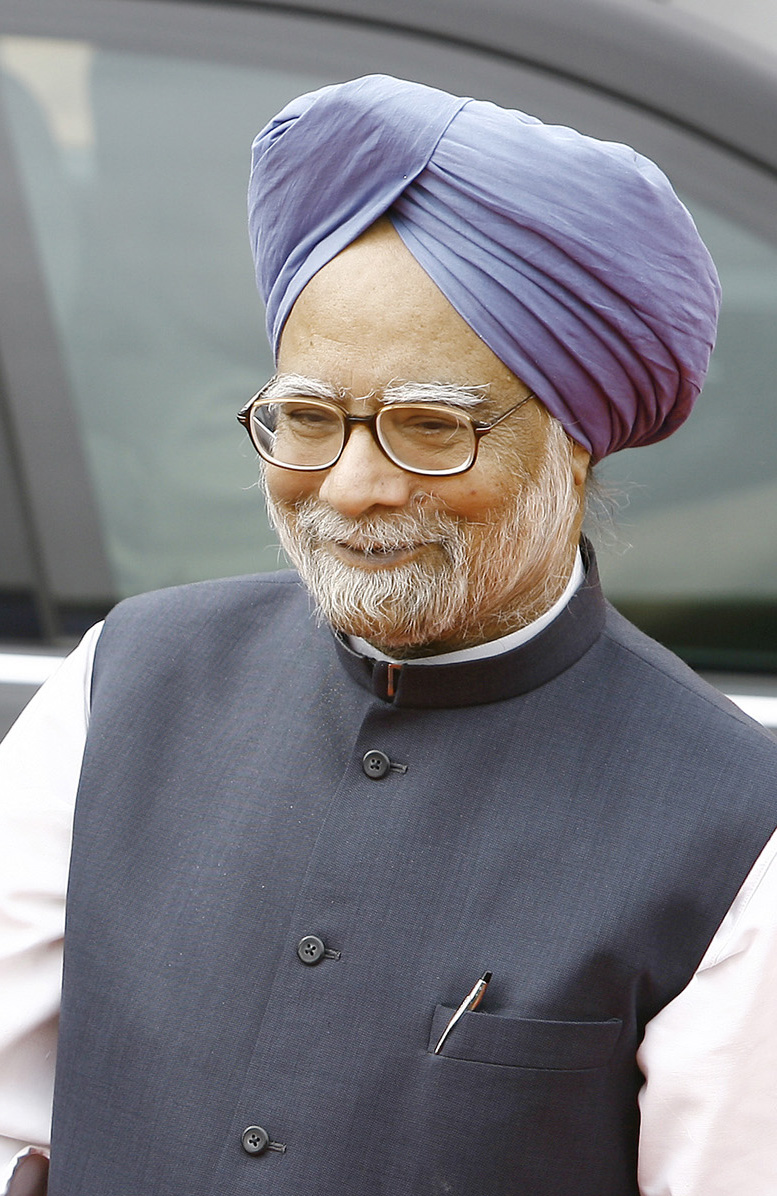
Manmohan Singh

O colapso do governo Chandra Shekhar em meio à crise e o assassinato de Rajiv Gandhi levaram à eleição de um novo governo do Congresso liderado por P. V. Narasimha Rao. Ele escolheu Amar Nath Verma para ser seu secretário principal e Manmohan Singh para ser ministro das finanças e deu a eles total apoio para fazer o que achassem necessário para resolver a crise. Verma ajudou a redigir a Nova Política Industrial ao lado do Conselheiro Econômico Chefe Rakesh Mohan, e ela estabeleceu um plano para fomentar a indústria indiana em cinco pontos.
- Em primeiro lugar, aboliu o License Raj, removendo as restrições de licenciamento para todos os setores, exceto para 18 que "estavam relacionados a preocupações estratégicas e de segurança, razões sociais, problemas relacionados à segurança e questões ambientais primordiais".[21]
- Para incentivar o investimento estrangeiro, foi estabelecido um plano de pré-aprovação de todos os investimentos com até 51% de participação de capital estrangeiro, permitindo que as empresas estrangeiras trouxessem tecnologia moderna e desenvolvimento industrial.[20][21] Para incentivar ainda mais o avanço tecnológico, a antiga política de aprovação governamental para acordos de tecnologia estrangeira foi eliminada.
- O quarto ponto propôs o desmantelamento dos monopólios públicos por meio da flutuação das ações das empresas do setor público e da limitação do crescimento do setor público à infraestrutura, bens e serviços essenciais, exploração mineral e fabricação de produtos de defesa.[20][21]
- Finalmente, o conceito de uma empresa MRTP, em que as empresas cujos ativos ultrapassavam um determinado valor eram colocadas sob supervisão do governo, foi eliminado.[20][23]

Enquanto isso, Manmohan Singh trabalhava em um novo orçamento que viria a ser conhecido como o Orçamento da Época. A principal preocupação era controlar o déficit fiscal, e ele procurou fazer isso por meio da contenção das despesas do governo. Parte disso foi o desinvestimento em empresas do setor público, mas junto com isso houve uma redução nos subsídios para fertilizantes e a abolição dos subsídios para o açúcar. Ele também lidou com o esgotamento das reservas de divisas durante a crise com uma desvalorização de 19% da rupia em relação ao dólar americano, uma mudança que buscava tornar as exportações mais baratas e, consequentemente, fornecer as reservas de divisas necessárias. A desvalorização tornou a importação de petróleo mais cara, de modo que Singh propôs a redução do preço do querosene para beneficiar os cidadãos mais pobres que dependiam dele, ao mesmo tempo em que aumentou os preços do petróleo para a indústria e o combustível.
Em 24 de julho de 1991, Manmohan Singh apresentou o orçamento juntamente com seu esboço para uma reforma mais ampla. Durante o discurso, ele apresentou uma nova política comercial orientada para a promoção das exportações e a remoção dos controles de importação. Especificamente, ele propôs limitar as taxas tarifárias a não mais de 150% e, ao mesmo tempo, reduzir as taxas gerais, reduzir os impostos especiais de consumo e abolir os subsídios à exportação.
Em agosto de 1991, o governador do Reserve Bank of India (RBI) criou o Comitê Narasimham para recomendar mudanças no sistema financeiro. As recomendações incluíam a redução do índice de liquidez estatutário (SLR) e do índice de reserva de caixa (CRR) de 38,5% e 15%, respectivamente, para 25% e 10%, respectivamente, permitindo que as forças do mercado ditem as taxas de juros em vez do governo, colocando os bancos sob o controle exclusivo do RBI e reduzindo o número de bancos do setor público. O governo acatou algumas dessas sugestões, incluindo o corte das taxas SLR e CRR, a liberalização das taxas de juros, o afrouxamento das restrições aos bancos privados e a permissão para que os bancos abrissem agências livres do mandato do governo.
Em 12 de novembro de 1991, com base em uma solicitação do governo da Índia, o Banco Mundial sancionou um empréstimo/crédito de ajuste estrutural que consistia em dois componentes: um empréstimo do BIRD de US$ 250 milhões a ser pago em 20 anos e um crédito da AID de SDR 183,8 milhões (equivalente a US$ 250 milhões) com vencimento em 35 anos, por meio do Ministério das Finanças da Índia, com o presidente da Índia como mutuário. O empréstimo destinava-se principalmente a apoiar o programa de estabilização e reforma econômica do governo. Isso especificava a desregulamentação, o aumento do investimento estrangeiro direto, a liberalização do regime comercial, a reforma das taxas de juros domésticas, o fortalecimento dos mercados de capital (bolsas de valores) e o início da reforma das empresas públicas (venda de empresas públicas). Como parte de um acordo de resgate com o FMI, a Índia foi forçada a prometer 20 toneladas de ouro ao Union Bank of Switzerland e 47 toneladas ao Bank of England e ao Banco do Japão.
As reformas sofreram forte escrutínio dos líderes da oposição. A Nova Política Industrial e o Orçamento de 1991 foram criticados pelos líderes da oposição como "orçamento de comando do FMI" e preocupados com o fato de que a retirada dos subsídios para fertilizantes e os aumentos nos preços do petróleo prejudicariam os cidadãos de classe baixa e média. Os críticos também ridicularizaram a desvalorização, temendo que ela agravasse a inflação descontrolada que atingiria mais duramente os cidadãos mais pobres, sem fazer nada para corrigir o déficit comercial. Diante da oposição veemente, o apoio e a vontade política do primeiro-ministro foram cruciais para que as reformas fossem levadas adiante. Rao era frequentemente chamado de Chanakya por sua capacidade de conduzir uma legislação econômica e política difícil pelo parlamento em uma época em que chefiava um governo minoritário.

## Impacto

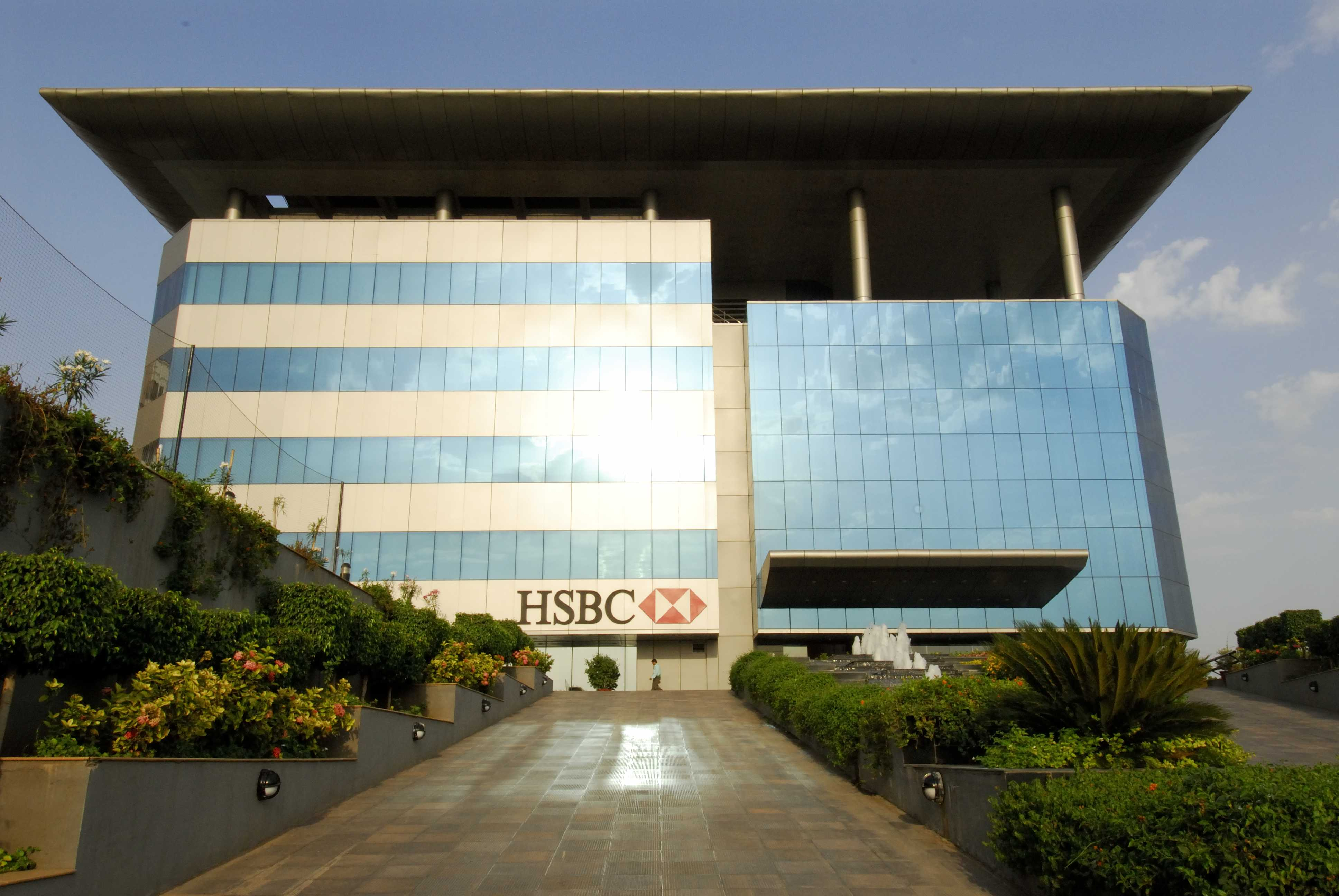
HSBC GLT, Pune

As reformas na Índia nas décadas de 1990 e 2000 visavam aumentar a competitividade internacional em vários setores, incluindo componentes automotivos, telecomunicações, software, farmacêutica, biotecnologia, pesquisa e desenvolvimento e serviços profissionais. Essas reformas incluíram a redução das tarifas de importação, a desregulamentação dos mercados e a redução dos impostos, o que levou a um aumento do investimento estrangeiro e a um alto crescimento econômico. De 1992 a 2005, o investimento estrangeiro aumentou 316,9%, e o PIB da Índia cresceu de US$ 266 bilhões em 1991 para US$ 2,3 trilhões em 2018.
De acordo com um estudo, os salários aumentaram de modo geral, bem como os salários como a proporção entre trabalho e capital relative share. O PIB, no entanto, foi criticado por alguns por ser falho, pois não mostra desigualdade ou padrões de vida.
A pobreza extrema foi reduzida de 36% em 1993-94 para 24,1% em 1999-2000. No entanto, esses números da pobreza foram criticados por não representarem o verdadeiro quadro da pobreza. De acordo com um relatório, o 1% mais rico do país ganha entre 5% e 7% da renda nacional, enquanto aproximadamente 15% da população ativa ganha menos de ₹ 5.000 (cerca de US$ 64) por mês.
As políticas de liberalização também foram criticadas por aumentar a desigualdade de renda, concentrar a riqueza, piorar os padrões de vida rural, causar desemprego e levar a um aumento nos suicídios de agricultores.

A Índia também integrou cada vez mais sua economia à economia global. A proporção do total de exportaçõess de bens e serviços em relação ao PIB da Índia dobrou aproximadamente de 7,3% em 1990 para 14% em 2000. Esse aumento foi menos drástico no lado das importações, mas foi significativo, de 9,9% em 1990 para 16,6% em 2000. Em 10 anos, a proporção do total do comércio de bens e serviços em relação ao PIB aumentou de 17,2% para 30,6%. A Índia, no entanto, continua a ter um déficit comercial, dependendo de capital estrangeiro para manter sua balança de pagamentos e, dessa forma, torna-se vulnerável a choques externos.

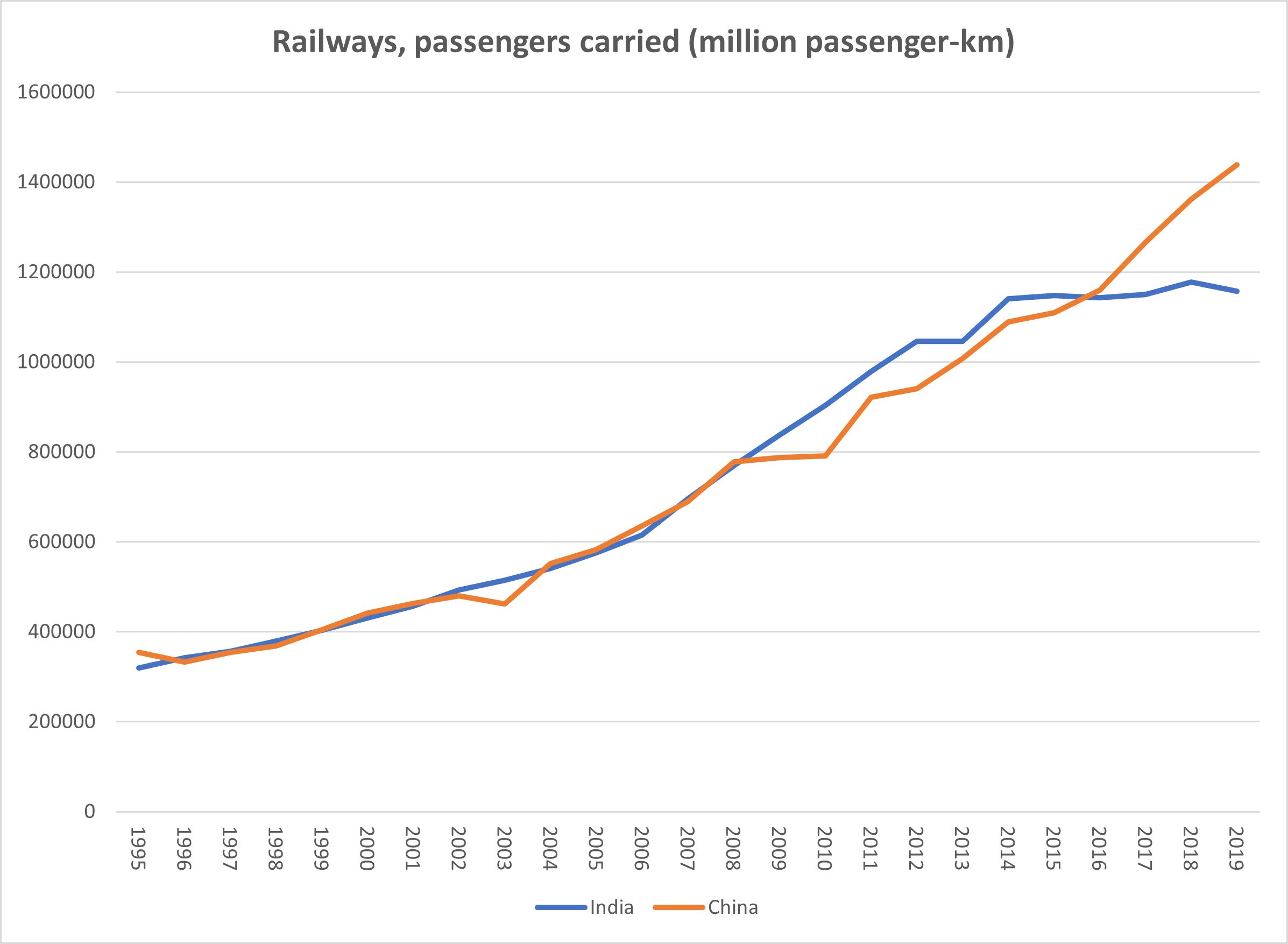
Estagnação no número de passageiros transportados pelas ferrovias indianas (milhões de passageiros-km) em um país desde 2016

O investimento estrangeiro na Índia na forma de investimento estrangeiro direto, investimento de portfólio e investimento levantado nos mercados de capital internacionais aumentou significativamente, de US$ 132 milhões em 1991-92 para US$ 5,3 bilhões em 1995-96.
Entretanto, a liberalização não beneficiou todas as partes da Índia igualmente, com as áreas urbanas se beneficiando mais do que as áreas rurais. Além disso, alguns estados com leis trabalhistas pró-trabalhadores tiveram uma expansão mais lenta do setor do que aqueles com leis trabalhistas pró-empregadores.
Após as reformas, a expectativa de vida e as taxas de alfabetização continuaram a aumentar aproximadamente na mesma proporção que antes das reformas. Nos primeiros 10 anos após as reformas de 1991, o PIB também continuou a aumentar aproximadamente à mesma taxa de antes das reformas.
Em 1997, ficou evidente que nenhuma coalizão governamental tentaria desmantelar a liberalização, embora os governos evitassem enfrentar os sindicatos comerciais e os agricultores em questões polêmicas, como a reforma das leis trabalhistas e a redução dos subsídios agrícolas. Na virada do século XXI, a Índia havia progredido em direção a uma economia de mercado livre, com uma redução substancial do controle estatal da economia e maior liberalização financeira.[carece de fontes?]

A Organização para a Cooperação e o Desenvolvimento Econômico (OCDE)  que é amplamente considerada uma instituição neoliberal parabenizou as mudanças, apontando para a promoção de um alto crescimento econômico e aumento da renda:
Em 2006, a Índia registrou sua maior taxa de crescimento do PIB, de 9,6% , tornando-se a segunda maior economia do mundo com crescimento mais rápido, atrás apenas da China. A taxa de crescimento diminuiu significativamente no primeiro semestre de 2012.
A economia então se recuperou para um crescimento de 7,3% em 2015, 7,9% em 2015 e 8,2% em 2016, antes de cair para 6,7% em 2017, 6,5% em 2018 e 4% em 2019.

### Crescimento desde 2016

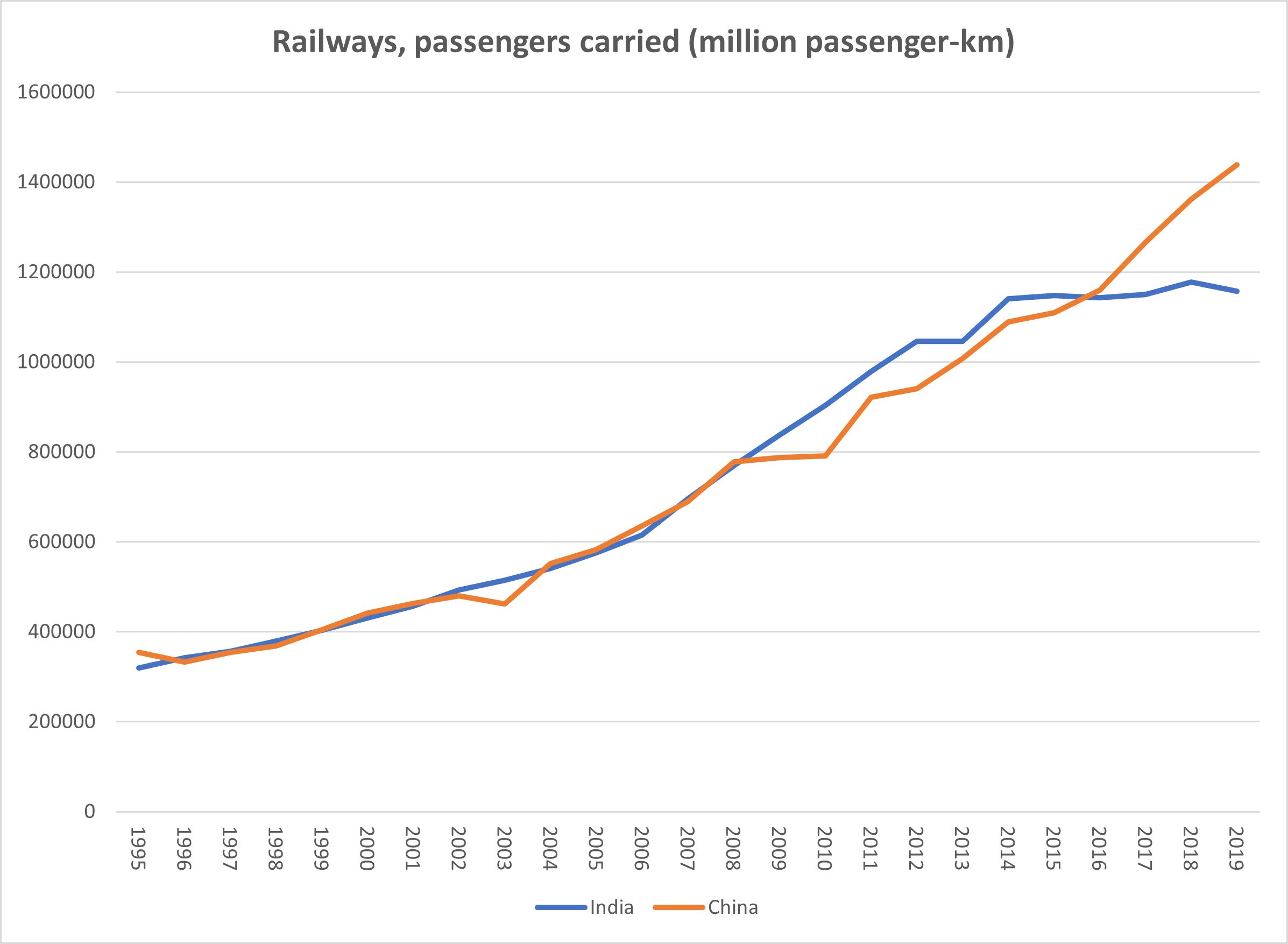
Estagnação nos passageiros transportados pelas ferrovias indianas (milhões de passageiros-km) em um país desde 2016

O crescimento do PIB da Índia sofreu uma desaceleração desde 2016 devido a uma combinação de fatores como:
Desmonetização: Em novembro de 2016, o governo indiano invalidou notas de moeda de alto valor (₹ 500 e ₹ 1.000) com o objetivo declarado de combater a corrupção e o dinheiro sujo. Esta medida perturbou o setor informal dependente de dinheiro, causando uma contração na atividade econômica e um abrandamento no crescimento do PIB.
Implementação do Imposto sobre Bens e Serviços (GST): A introdução do GST em julho de 2017 teve como objetivo agilizar o sistema tributário da Índia. No entanto, os desafios na sua implementação, incluindo regras complexas, confusão sobre as taxas de imposto e questões tecnológicas levaram a perturbações nas cadeias de abastecimento e a encargos de conformidade para as pequenas empresas, o que teve um impacto negativo no crescimento do PIB. O GST também é por vezes considerado um imposto regressivo, uma vez que afeta desproporcionalmente mais os pobres do que os ricos. Também levou a uma diminuição da autonomia fiscal dos governos estaduais indianos.
Problemas no Setor Bancário Indiano: O setor bancário indiano tem lutado com um alto nível de ativos inadimplentes (NPAs) ou empréstimos inadimplentes. Isso levou a uma crise de crédito, com os bancos nacionais se tornando mais cautelosos nos empréstimos, especialmente ao setor das MPME, o que, por sua vez, restringiu o investimento e o crescimento no país.
Fatores Econômicos Globais: A guerra comercial EUA-China que continuou sob Joe Biden, a volatilidade dos preços do petróleo e uma desaceleração no crescimento econômico global impactaram a economia da Índia. Esses fatores contribuíram para a redução das exportações e dos investimentos, bem como para a volatilidade da moeda.
Investimento Privado Fraco: A Índia registrou um declínio no investimento privado, um ambiente empresarial percebido como "desfavorável", uma demanda agregada baixa e a já mencionada crise de crédito. Isso teve um efeito atenuante no crescimento do PIB.
Dificuldades Rurais e Desaceleração do Consumo: A economia rural na Índia, que depende em grande parte da agricultura, tem estado sob pressão devido aos baixos preços das colheitas, aos elevados custos dos fatores de produção, às fracas chuvas e à crescente dívida dos agricultores. Isso levou à redução do consumo rural e a uma desaceleração geral dos gastos do consumidor.
Desigualdade de Renda: O aumento da desigualdade de renda na Índia como resultado de reformas econômicas contribuiu para uma diminuição do poder de compra dos indivíduos de baixos rendimentos. Esta diminuição do poder de compra levou a uma demanda relativamente baixa por bens e serviços em certos setores.

## Reformas posteriores
Durante o governo de Atal Bihari Vajpayee, houve amplas reformas liberais, com a NDA Coalition iniciando a privatização de empresas de propriedade do governo, incluindo hotéis, VSNL, Maruti Suzuki e aeroportos. A coalizão também implementou políticas de redução de impostos, promulgou políticas fiscais destinadas a reduzir déficits e dívidas e aumentou as iniciativas de obras públicas.
Em 2011, o segundo UPA Governo de Coalizão liderado por Manmohan Singh propôs a introdução de 51% de Investimento Estrangeiro Direto no setor de varejo. No entanto, a decisão foi adiada devido à pressão dos partidos da coalizão e da oposição, e acabou sendo aprovada em dezembro de 2012.
Depois de chegar ao poder em 2014, o governo liderado por Narendra Modi lançou várias iniciativas destinadas a promover o crescimento econômico e o desenvolvimento. Um dos programas notáveis foi a campanha "Make in India", que buscou incentivar empresas nacionais e estrangeiras a investir em manufatura e produção na Índia. O programa tinha como objetivo criar oportunidades de emprego e aprimorar os recursos de fabricação do país.

### Privatização de aeroportos
Depois de 2014, o governo indiano, sob a liderança do primeiro-ministro Narendra Modi, iniciou a privatização dos aeroportos da Índia como parte de sua política de liberalização econômica e desenvolvimento. De acordo com essa política, a Autoridade de Aeroportos da Índia (AAI) tem se envolvido em Parcerias Público-Privadas (PPP) com empresas privadas para o desenvolvimento, gerenciamento e operação de aeroportos na Índia. Isso levou à privatização de vários aeroportos em todo o país, incluindo os do Ahmedabad, Lucknow, Jaipur, Guwahati, Thiruvananthapuram e Mangaluru.
Embora a privatização dos aeroportos tenha sido saudada como um passo em direção à modernização e à eficiência, também houve preocupações quanto ao possível impacto sobre os trabalhadores e as comunidades locais. Os críticos argumentaram que a privatização dos aeroportos pode levar à perda de empregos e à redução dos salários, e que o foco na obtenção de lucros pode levar à negligência das preocupações sociais e ambientais. Também houve controvérsias sobre a concessão de contratos a empresas privadas, com alegações de corrupção e favoritismo no processo de seleção. No entanto, o governo defendeu sua política de privatização como uma etapa necessária para alcançar o crescimento econômico e o desenvolvimento do país.
No segundo governo da NDA, o setor de carvão foi aberto com a aprovação da Lei de Minas de Carvão (Disposições Especiais) de 2015. Isso efetivamente acabou com o monopólio estatal sobre a mineração do setor de carvão e o abriu para investimentos privados e estrangeiros, bem como para a mineração de carvão pelo setor privado.
Na sessão orçamentária de 2016 do Parlamento, o governo da NDA, liderado por Narendra Modi, aprovou o Código de Insolvência e Falência para criar processos com prazos definidos para a resolução de insolvência de empresas e pessoas físicas.
Em 1º de julho de 2017, o governo NDA de Modi aprovou a Lei do Imposto sobre Bens e Serviços, que havia sido proposta pela primeira vez 17 anos antes, em 2000, pelo governo NDA. A lei tinha como objetivo substituir vários impostos indiretos por uma estrutura tributária unificada.
Em 2019, a Ministra das Finanças Nirmala Sitharaman anunciou uma redução na alíquota básica de imposto corporativo de 30% para 22% para empresas que não buscam isenções, e a alíquota de imposto para novas empresas de manufatura foi reduzida de 25% para 15%. O governo indiano propôs reformas agrícolas e trabalhistas em 2020, mas enfrentou reação dos agricultores que protestaram contra os projetos de lei agrícolas propostos. Por fim, devido aos protestos contínuos, o governo revogou os projetos de lei agrícolas.

## Críticas

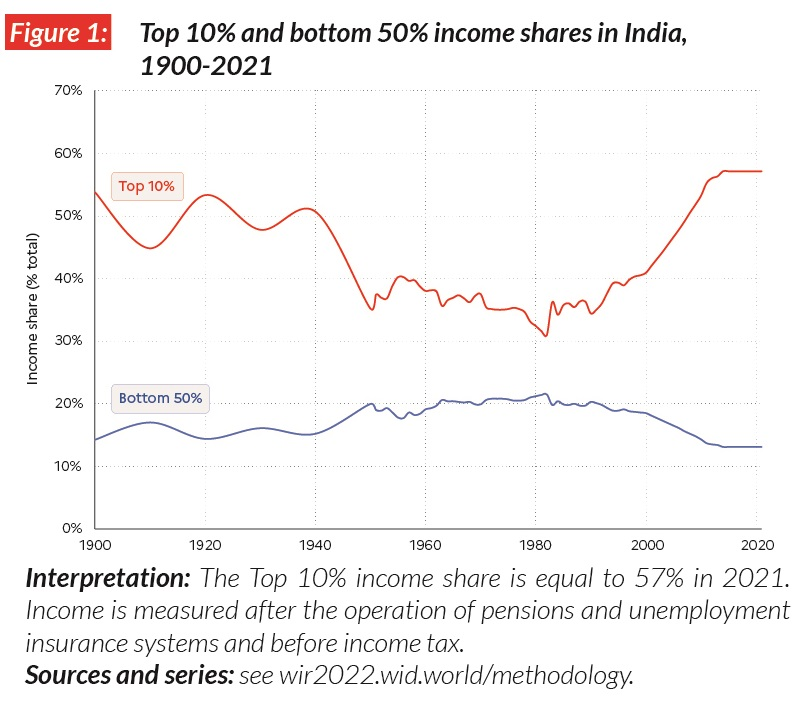
Participação dos 10% mais ricos e dos 50% mais pobres na renda da Índia entre 1900 e 2021

Depois de 1991, o governo indiano removeu algumas restrições às importações de produtos agrícolas, causando uma queda nos preços e, ao mesmo tempo, cortando os subsídios para os agricultores a fim de manter a intervenção do governo no mínimo possível, de acordo com os ideais neoliberais, causando mais sofrimento aos agricultores.
Protestos dos agricultores indianos em 2020-2021 forçaram o governo indiano a revogar três leis destinadas a liberalizar ainda mais o setor agrícola indiano.
A Índia é altamente dependente de impostos indiretos, especialmente os impostos cobrados sobre a venda e a fabricação de bens e serviços dos quais os indianos comuns dependem.
A liberalização da economia tornou a Índia mais vulnerável às forças do mercado global, como flutuações nos preços das commodities, taxas de câmbio e demanda global por exportações. Isso aumentou a dependência do país das forças do mercado global, pois ele se tornou mais suscetível a choques externos e crises econômicas. Um exemplo comumente citado disso é a crise financeira de 2008; embora o setor bancário indiano tivesse pouca exposição ao setor bancário dos EUA, a crise ainda teve um impacto negativo sobre a economia indiana devido à menor demanda global, ao declínio do investimento estrangeiro e à restrição do crédito.

### Emprego
Inicialmente, as políticas de liberalização pareceram acelerar o ritmo de geração de empregos. Entretanto, com o passar dos anos, esse crescimento do emprego diminuiu significativamente. Um estudo sugere que até mesmo os defensores da liberalização admitem que o impacto imediato no mercado de trabalho foi negativo. Isso é particularmente verdadeiro em setores como agricultura e manufatura, em que as reformas não abordaram satisfatoriamente os desafios, resultando em uma criação mínima de empregos, apesar do alto crescimento econômico em geral.
A taxa de crescimento do emprego no período entre 2004-2005 e 2011-2012 foi de apenas 0,45% ao ano, e as análises das tendências de longo prazo indicaram que os períodos de maior crescimento econômico não se traduziram em criação de empregos, um fenômeno frequentemente descrito como "crescimento sem emprego".
O setor de serviços, apesar de sua contribuição substancial para o PIB da Índia, é frequentemente caracterizado por alta produtividade, mas baixa geração de empregos. Isso ocorre porque os subsetores de serviços de crescimento mais rápido, como serviços de software, telecomunicações e bancos, são intensivos em capital, não exigindo tanta mão de obra quanto outros setores, como agricultura ou manufatura. Os setores de capital intensivo geralmente exigem a importação de maquinário e tecnologia, o que pode levar ao aumento do déficit em conta corrente. O setor manufatureiro da Índia tem visto um aumento na intensidade das importações, o que significa que uma parte significativa dos insumos necessários para a produção vem de importações.

#### Participação da força de trabalho
A taxa de participação da força de trabalho da Índia, uma medida da proporção da população em idade ativa que está empregada ou procurando trabalho ativamente, registrou um declínio significativo nos últimos anos. De acordo com o Centre for Monitoring Indian Economy (CMIE), a LPR da Índia era de aproximadamente 41,38% em março de 2021, mas caiu ainda mais para cerca de 40,15%. Esse declínio é notável em comparação com outras economias asiáticas, onde a taxa de participação no mercado de trabalho está acima de 60%.
A baixa LFPR tem sido persistente mesmo antes da pandemia da COVID-19 e tem sido especialmente notável no caso das mulheres indianas, em que a taxa de participação em declínio tem sido atribuída às altas taxas de desemprego e à composição do emprego total por setor, sugerindo deslocamento.
Além disso, uma grande parte das pessoas que são contadas como empregadas estão, na verdade, subempregadas, como mais de um terço dos autônomos que são trabalhadores não remunerados em suas empresas domésticas.

### Vulnerabilidades da integração internacional
A integração aos mercados globais também tornou a Índia suscetível às políticas monetárias estrangeiras, principalmente as do Federal Reserve dos EUA. As mudanças nas taxas de política do Fed podem ter um impacto direto no mercado indiano por meio de vários canais. O aumento das taxas pelo Fed tende a fortalecer o dólar dos EUA em relação a outras moedas, inclusive a rupia indiana, o que aumenta os custos do serviço da dívida para os mutuários indianos com empréstimos em moeda estrangeira.
Um dólar mais forte pode levar a saídas de capital da Índia, já que o diferencial de taxa de juros entre os EUA e a Índia diminui, tornando a Índia menos atraente para os investidores estrangeiros, já que os mercados emergentes são considerados "arriscados". Essas saídas de capital podem influenciar os preços dos ativos e aumentar a volatilidade do mercado na Índia, além de esgotar as reservas cambiais e criar problemas de liquidez. As reservas cambiais da Índia são construídas por meio de influxos de capital estrangeiro em vez de um superávit em conta corrente como no caso da Rússia ou da China.
Além disso, o banco central é forçado a aumentar as taxas de juros para deter parte das saídas de capital, reduzindo assim a demanda interna e os efeitos econômicos associados.

#### Vulnerabilidades dos preços globais das commodities
A Índia continua a ser vulnerável aos efeitos dos preços globais das commodities, especialmente o preço do petróleo bruto. Os efeitos de longo prazo incluem uma maior vulnerabilidade a um aumento na conta de importação e no déficit em conta corrente, depreciação da rupia indiana e um impacto inflacionário associado a um aumento nos preços do petróleo bruto.
A abordagem da Índia em relação à autossuficiência alimentar é moldada pela políticas estratégicas de estado que historicamente a isolaram do tipo de escassez de alimentos vivenciada por algumas nações africanas que dependem muito da importação de alimentos.
Dados da Célula de Planejamento e Análise de Petróleo do Ministério do Petróleo indicam que a dependência de importação de petróleo bruto da Índia aumentou para 87,8% em agosto de 2023, um aumento em relação aos 86,5% do ano anterior.

#### Dependência da demanda global de exportação
As reformas neoliberais levaram a um aumento significativo nas exportações como uma parcela do PIB da Índia. Embora isso tenha impulsionado o crescimento em alguns setores, também significa que a economia indiana se torna mais vulnerável às flutuações na demanda do mercado global. A dependência excessiva das exportações pode levar à instabilidade econômica se a demanda global enfraquecer ou se houver pressões competitivas de outros países. Além disso, essa estratégia geralmente resulta na negligência do mercado interno e das capacidades de produção local, o que pode exacerbar as desigualdades econômicas e reduzir a autossuficiência.
A demanda de exportação da Índia, influenciada pelo mercado global, sofreu uma contração nos últimos tempos. Em abril de 2023, as exportações de mercadorias da Índia sofreram uma contração de 12,7%, com as importações também registrando um declínio acentuado devido à baixa demanda nos mercados dos EUA e da UE.

#### Impacto nas políticas monetárias e fiscais internas
As políticas fiscais da Índia têm sido criticadas por alguns por priorizarem as demandas dos investidores estrangeiros em detrimento da demanda interna e do bem-estar de seus cidadãos. As críticas têm como base a observação de que o governo indiano adotou um regime de austeridade fiscal, no qual vem reduzindo seu déficit fiscal em relação ao PIB por meio de cortes nas despesas de receita, como assistência social, subsídios e outros serviços. Essa austeridade nas despesas de receita levou a uma redução significativa nos gastos do governo com bem-estar, como saúde, emprego rural, assistência social, creches, merendas e benefícios de maternidade. Como consequência, a demanda doméstica está deprimida, os salários reais estão caindo e a situação do emprego é terrível.
Além disso, a renda dos trabalhadores informais, como os trabalhadores de plataformas de entrega de alimentos, caiu, e sua renda líquida diminuiu significativamente após a contabilização da inflação e dos custos de combustível.
As políticas econômicas do governo, moldadas pelo desejo de atrair capital estrangeiro, são criticadas por alguns por causarem uma deterioração na condição econômica da classe trabalhadora, o que potencialmente leva a um ciclo de redução da demanda agregada, prejudicando ainda mais a economia e tornando-a subserviente aos interesses do capital estrangeiro às custas de sua prosperidade doméstica.

### Desigualdade econômica
A liberalização da economia indiana foi seguida por um grande aumento na desigualdade, com a parcela de renda dos 10% mais ricos da população aumentando de 35% em 1991 para 57,1% em 2014. Da mesma forma, a parcela da renda dos 50% mais pobres diminuiu de 20,1% em 1991 para 13,1% em 2014. Ela também foi criticada pela diminuição dos padrões de vida e do emprego rural e pelo aumento dos suicídios de fazendeiros. A desigualdade de renda na Índia tem sido uma grande preocupação, especialmente desde 2016. Os 10% mais ricos da população detêm 77% do total da riqueza nacional, com o 1% mais rico adquirindo 73% da riqueza gerada em 2017, enquanto a metade mais pobre da população, cerca de 670 milhões de pessoas, viu apenas um aumento de 1% em sua riqueza.

### Pobreza

Apesar das reformas econômicas, o declínio da pobreza tem sido lento na Índia em comparação com seus vizinhos, como a China, que não liberalizou na mesma proporção.

A pobreza continua a persistir na Índia. Antes da pandemia da COVID-19, havia 59 milhões de indianos vivendo com menos de US$ 2 por dia e 1.162 milhões vivendo entre US$ 2,01 e US$ 10 por dia. Os baixos gastos do governo com a saúde resultaram em uma divisão na qualidade da saúde entre ricos e pobres, bem como entre a população rural e urbana.
A pandemia da COVID-19 teve um impacto profundo nos níveis de pobreza na Índia, revertendo significativamente o progresso feito nas últimas décadas na redução da pobreza. As previsões do Banco Mundial indicaram um aumento substancial na pobreza extrema global devido às consequências econômicas da pandemia. Isso exacerbou a fome e a pobreza no país.
O Banco Asiático de Desenvolvimento informou que, em 2022, 5,7% da população empregada na Índia estava vivendo abaixo da paridade do poder de compra de US$ 1,90 por dia. A atualização do Banco Mundial sobre a pobreza global em setembro de 2023 indicou que a Índia é responsável por 40% do aumento da taxa de pobreza extrema global.
Algumas críticas sugerem que os índices de pobreza multidimensional, embora abrangentes, podem não capturar suficientemente a gravidade de questões como a fome e a pobreza absoluta. Eles apontam evidências de declínio na ingestão de calorias e no consumo de grãos alimentícios, argumentando que isso reflete um aumento na pobreza absoluta em vez de uma melhoria nos padrões de vida por meio da diversificação do consumo.

#### Declínio no consumo

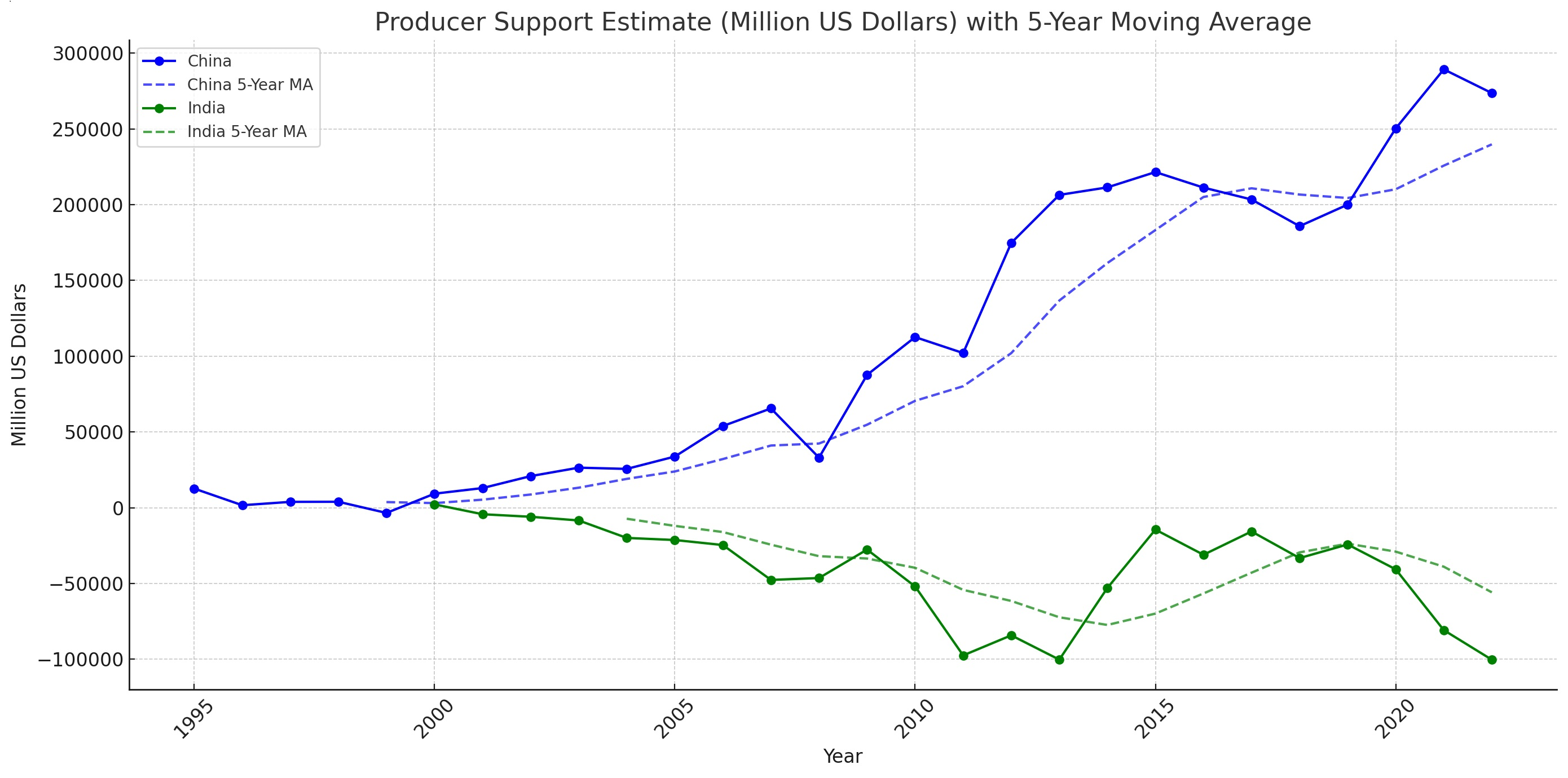
A estimativa de apoio ao produtor da Índia registra consistentemente números negativos, sugerindo que o governo está mais inclinado a taxar ou desestimular seus produtores agrícolas, em vez de fornecer-lhes apoio ou subsídios.

A Pesquisa Nacional por Amostragem 2017-18 sobre gastos do consumidor na Índia, que foi divulgada, revelou um declínio preocupante nos gastos do consumidor, marcando a primeira queda desse tipo em 40 anos. A pesquisa indicou que o gasto médio mensal de um indiano caiu 3,7%, para Rs 1.446, de Rs 1.501 em 2011-12. Nas áreas rurais, a queda foi ainda mais acentuada, de 8,8%, embora os gastos urbanos tenham registrado um aumento de 2% no mesmo período.
Apesar dessas descobertas preocupantes, o governo decidiu não divulgar o relatório, citando "problemas de qualidade dos dados" e, mais tarde, descartou a pesquisa por completo. Essa ação foi vista como uma rejeição de evidências pelo governo, especialmente porque essas pesquisas são cruciais para definir o ano-base dos principais dados macroeconômicos, como o PIB.

### Crise agrária
As políticas econômicas neoliberais moldaram de forma marcante a crise agrícola da Índia, afetando um grande número de pessoas, já que mais de 70% dependem da agricultura para sua subsistência. Essa situação é intensificada por várias estratégias econômicas, especialmente aquelas moldadas pelas exigências da Organização Mundial do Comércio (OMC). A OMC pede que países como a Índia reduzam os subsídios agrícolas, que são fundamentais para manter a segurança alimentar e apoiar a economia rural.
As reformas econômicas pós-1991 rejeitaram explicitamente a necessidade de transformação institucional na agricultura, levando a uma contração do papel do Estado indiano. O Estado foi incentivado a retirar sua disposição protecionista, abrindo caminho para um mercado livre, privatizado e financeirizado. A abertura dos mercados expôs os pequenos agricultores às forças voláteis do mercado global, influenciadas pelos pesados subsídios concedidos ao setor agrícola nos países desenvolvidos, contra os quais eles não estavam equipados para competir.
Com a retirada do apoio estatal e a abertura dos mercados agrícolas, muitos agricultores tiveram que tomar empréstimos para acompanhar o aumento dos custos da agricultura, o que levou muitos deles à armadilha da dívida. A armadilha da dívida resultou em uma alta incidência de suicídios de agricultores. Somente em 2017, 10.655 agricultores tiraram suas vidas devido a essas pressões.

### Fome e desnutrição
O Índice Global da Fome de 2023 indica que houve pouco progresso desde 2015. Essa estagnação é vista como resultado dos efeitos combinados de várias crises. A Índia foi classificada em 111º lugar entre 125 países, o que indica um nível grave de fome, representando um declínio em relação ao ano anterior, quando a Índia foi posicionada em 107º lugar.
A Índia tem a maior taxa de emaciação infantil relatada no GHI de 2023, com 18,7%. A taxa de atraso no crescimento infantil, que indica crianças com baixa altura para a idade e desnutrição crônica, é de 35,5%. A proporção de indivíduos subnutridos na Índia é de 16,6%, o que contribui para os problemas gerais de fome no país. A situação da fome na Índia é mais grave em comparação com os países vizinhos, como Paquistão (102º), Bangladesh (81º), Nepal (69º) e Sri Lanka (60º), todos com classificações melhores no índice.

#### Anemia
A anemia representa uma grave crise de saúde pública na Índia, com estatísticas do governo revelando uma prevalência generalizada da doença em vários grupos demográficos. De acordo com a Pesquisa Nacional de Saúde da Família (NFHS) de 2019-2021, a anemia afeta uma parcela substancial da população, incluindo 67,1% das crianças de 6 a 59 meses, 59,1% das meninas adolescentes (15 a 19 anos), 31,1% dos meninos adolescentes (15 a 19 anos), 57,2% das mulheres em idade reprodutiva (15 a 49 anos) e 52,2% das mulheres grávidas.

### Obras citadas
- Kumar, Dharma (2005). The Cambridge Economic History of India, Volume II : c. 1757-2003. New Delhi: Orient Longman. ISBN 978-81-250-2710-2
- «Reformas econômicas na Índia: Task force report» (PDF). University of Chicago. Cópia arquivada (PDF) em 7 February 2009 Verifique data em: |arquivodata= (ajuda)